# فیلی که هنوز نشسته‌است
فیلی که ساکن نشسته‌است (انگلیسی: An Elephant Sitting Still) فیلمی درام، و تنها ساختهٔ بلند نویسندهٔ چینی هو بو است که در سال ۲۰۱۸ منتشر شد. هو بو پس از اتمام ساخت این فیلم خودکشی کرد.